# Volkswagen New Beetle
Volkswagen New Beetle este un automobil compact, produs de compania Volkswagen din octombrie 1997 până în iulie 2010 și al cărui aspect exterior semăna mult cu cel al automobilului Volkswagen Beetle original („Volkswagen-ul broscuță”).
New Beetle a fost lansat în producție 1997, bazat pe platforma mecanică a lui Volkswagen Golf IV (PQ34). New Beetle este legat de Volkswagen Beetle original („Volkswagen Broscuță”) numai prin nume și aspect (inclusiv absența unei embleme a automobilului, cu excepția logo-ului VW).
Pentru modelul din anul 1998, doar motorul cu aprindere prin compresie TDI era turbo, motoarele cu aprindere prin scânteie fiind cu aspirație naturală.
În iunie 1999, Volkswagen a introdus motorul 1.8T, care a fost primul motor cu aprindere prin scânteie turbo oferit pentru New Beetle.
Un model decapotabil a fost introdus în fabricație la mijlocul anului 2003 pentru a înlocui Volkswagen Cabrio. New Beetle Cabrio nu a fost oferit și cu un motor cu aprindere prin compresie, ci numai cu  motoare cu aprindere prin scânteie.
În toamna anului 2011 a fost înlocuit cu Volkswagen Beetle (A5), produs în uzinele Volkswagen din Puebla, Mexic.